# Pascale Vignaux
Pour les articles homonymes, voir Vignaux.
Pascale Vignaux, née le 16 janvier 1979 à Toulouse, est une escrimeuse française maniant le sabre.
Elle remporte aux Championnats d'Europe d'escrime 2003 la médaille d'argent par équipes avant d'obtenir l'or par équipes aux Championnats d'Europe d'escrime 2005.
Elle est diplômée de l'Université Toulouse-Jean-Jaurès et HEC Paris.